# Авьерино, Николай Константинович
Авьерино Николай Константинович (1871—1950) — музыкант, скрипач, профессор.

## Биография
Православный. Родился в богатой семье обрусевших греков, музыкант в четвертом поколении. Его отец, Константин Николаевич, был скрипачом, а впоследствии руководителем оркестра Большого театра.
Окончил Таганрогскую гимназию. Осенью 1887 года во время приезда в Таганрог П. И. Чайковского аккомпанировал композитору и был отмечен как талантливый юный скрипач. Благодаря помощи П. И. Чайковского поступил в Московскую консерваторию по классу скрипки, окончил её курс с серебряной медалью. Учился музыке у В. И. Сука, впоследствии дирижёра Московской императорской оперы. В 1895 году уехал в Астрахань, где провёл три с половиной года. Затем три года жил в Баку и четыре — в Саратове. Преподавал в отделениях Русского музыкального общества, на скрипичных курсах. В 1904 году переехал в Москву, где в 1907 году стал профессором Московского филармонического музыкального училища. Концертировал как скрипач-виртуоз. Друг А. К. Глазунова, С. В. Рахманинова, В. А. Серова, А. Г. Рубинштейна, В. И. Качалова, Ф. И. Шаляпина и многих других деятелей искусства. Работал в симфоническом оркестре Русского музыкального общества в Москве. В 1909 году преподавал в Музыкальном драматическом училище, музыкант оркестра Московского императорского театра. В 1910—1911 гг. член, в 1913—1914 действительный член Общества свободной эстетики. С 1911 по 1920 гг. директор Ростовского отделения императорского Русского музыкального общества (консерватории в Ростове-на-Дону) и училища. Служил в отделе пропаганды (ОСВАГе) у генерала А. И. Деникина.
После катастрофы Добровольческой армии эвакуировался в 1920 году в Константинополь. Затем жил в Афинах и Париже (с 1921 года), выступал с концертами. В 1922—1923 гг. как скрипач-альт концертировал во Франции вместе с А. И. Коноваловым (фортепьяно).
В 1922 году посвящён в масонство в русской парижской ложе «Астрея», числился её членом по 1932 год.
В 1923 году неожиданно уехал в США. 14 лет преподавал в Балтиморской консерватории, профессор. С 1931 года жил в Бостоне, до 1939 г. играл на альте в Бостонском симфоническом оркестре, один из солистов Бостонского филармонического общества. Последние годы жизни провёл в Нью-Йорке. В 1947 году член Российского музыкального общества за границей; читал в Нью-Йорке лекции при Молодёжной христианской ассоциации (ИМКА). Мемуарист. Сотрудник «Нового журнала», «Нового русского слова». Биограф П. И. Чайковского.
Скоропостижно скончался. Кремирован.

## Семья
Старший брат известного адвоката и конферансье Семёна (Сергея) Константиновича (1874—1952).
В первом браке был женат на дочери известного музыкального критика, крестнице П. И. Чайковского, Ольге Германовне Ларош. Дочь от первого брака, Ольга Николаевна (1896—1989), в замужестве Федоровская, не была известной певицей и педагогом уч. Гнесиных, ею была О. Ф. Славинская-Федоровская